# Seydouba Soumah
Seydouba Guinéenne Soumah (Conakry, 1991. június 11. –) válogatott guineai labdarúgó, középpályás.

## Pályafutása

### A válogatottban
2013 óta 37 alkalommal szerepelt a guineai válogatottban és kilenc gólt szerzett.

## Sikerei, díjai
Slovan Bratislava
- Szlovák bajnokság
  - bajnok (2): 2012–13, 2013–14
  - gólkirály: 2016–17 (20 gól, Filip Hlohovskýval holtversenyben)
- Szlovák kupa
  - győztes (2): 2013, 2017
- Szlovák szuperkupa
  - győztes: 2014

 Al-Qadsia
- Kuvaiti bajnokság
  - bajnok: 2015–16

 Partizan
- Szerb kupa
  - győztes: 2018